# Rivière Gale
Pour les articles homonymes, voir Gale (homonymie).
La rivière Gale est un affluent de la rivière Harricana, coulant dans la municipalité de Eeyou Istchee Baie-James (municipalité), dans la région administrative du Nord-du-Québec, au Québec, au Canada. Le cours de la rivière traverse les cantons de Céléron, de Mazarin et de Dalet.
La foresterie constitue la principale activité économique du secteur; les activités récréotouristiques, en second. La surface de la rivière est habituellement gelée de la début décembre à la fin d'avril, toutefois la circulation sécuritaire sur la glace se fait généralement de la mi-décembre à la fin mars.
Cette zone est surtout accessible par la route 812 (sens Nord-Sud).

## Géographie
La rivière Gale prend sa source à l'embouchure du lac Gale (longueur: 1,0 km; altitude: 303 m) dans le canton de Céléron. Son embouchure est situé à 63,2 km au nord-est du centre du village de Normétal; à 34,2 km au sud-ouest de l'embouchure de la rivière Gale (confluence avec la rivière Harricana); à 98,9 km au sud-ouest du centre-ville de Matagami et à 42,0 km au nord-est du lac Macamic. Cette source est aussi située à 6,8 km au Sud du Mont Plamondon (sommet: 520 m) et à l'Est des Collines Saucer (sommet: 397 m).
Les principaux bassins versants voisins de la rivière Gale sont:
- côté nord: rivière Plamondon, rivière Harricana;
- côté est: rivière Harricana, ruisseau Mizigiwam;
- côté sud: rivière Octave (rivière Harricana), rivière Desboues;
- côté ouest: lac Wawagosic, lac Mistaouac, rivière de la Perdrix, rivière Tangente.

À partir de sa source, la rivière Gale coule sur environ 90 km, selon les segments suivants:
- 4,0 km vers le nord-est dans le canton de Céléron, jusqu'à un ruisseau (venant du Nord);
- 10,9 km vers le nord-est en formant une courbe vers le Sud, jusqu'à la limite du canton de Mazarin;
- 4,5 km vers le nord-est dans le canton de Mazarin, jusqu'à la limite du canton de Dalet;
- 8,8 km vers l'Est dans le canton de Dalet en formant une courbe vers le Nord, jusqu'à la limite du canton de Mazarin;
- 4,9 km vers l'Est dans le canton de Mazarin en formant une courbe vers le Sud, jusqu'à la limite du canton de Dalet;
- 7,6 km vers le nord-ouest dans le canton de Dalet, jusqu'à une route forestière 0809 (sens Nord-Sud);
- 20,3 km vers le Nord, puis vers le sud-est pour revenir couper la route 0809 du côté Sud des Collines Hedge;
- 16,2 km vers le sud-est, puis le nord-est en passant du côté Sud des Collines Hedge, jusqu'au ruisseau Mot (venant du Nord);
- 6,9 km vers le Nord en formant une courbe vers le nord-ouest, jusqu'à l'embouchure de la rivière[2].

La rivière Gale se déverse sur la rive sud-ouest de la rivière Harricana. À partir de l'embouchure de la rivière Gale, le courant de la rivière Harricana coule vers le nord-ouest, en traversant en Ontario pour se déverser sur la rive Sud de la Baie James.
Cette confluence de la rivière Gale avec la rivière Harricana est située, à:
- 9,8 km au sud-ouest de la route 109;
- 16,9 km au sud-est du centre du village de Joutel;
- 83,4 km au nord-ouest du centre-ville de Amos;
- 64,4 km au sud-ouest du centre-ville de Matagami.

## Toponymie
Le toponyme « rivière Gale » a été officialisé le 5 décembre 1968 à la Commission de toponymie du Québec, soit lors de la création de cette commission.